# كايتو ياماموتو
كايتو ياماموتو (山本 海人) (ولد 10 يوليو 1985) هو لاعب كرة قدم ياباني، شارك في دورة الألعاب الاولمبية الصيفية عام 2008 في بكين، الصين.

## روابط خارجية
- كايتو ياماموتو على موقع الاتحاد الدولي (مؤرشف)  (الإنجليزية)
- كايتو ياماموتو على موقع رابطة كرة القدم اليابانية للمحترفين (اليابانية)
- كايتو ياماموتو على موقع قاعدة بيانات كرة القدم.إي يو (الإنجليزية)
- كايتو ياماموتو على موقع Soccerway.com (الإنجليزية)
- كايتو ياماموتو على موقع عالم كرة القدم.نت (الإنجليزية)
- كايتو ياماموتو على موقع أوليمبيديا (الإنجليزية)

1. ↑  "معلومات عن كايتو ياماموتو على موقع footballdatabase.eu". footballdatabase.eu. مؤرشف من الأصل في 2019-12-13.
2. ↑  "معلومات عن كايتو ياماموتو على موقع static.fifa.com". static.fifa.com. مؤرشف من الأصل في 2019-12-13.
3. ↑  "معلومات عن كايتو ياماموتو على موقع data.j-league.or.jp". data.j-league.or.jp. مؤرشف من الأصل في 2018-09-01.

- FIFA Statistics